# Generatore di corrente

Simbolo di un generatore di corrente ideale

Un generatore di corrente è un bipolo che mantiene una corrente elettrica fra i suoi capi (o poli o "morsetti").

## Generatori di corrente ideali
In elettrotecnica il generatore ideale di corrente è un ipotetico dispositivo in grado di mantenere una intensità di corrente costante (o comunque un prefissato andamento in funzione del tempo) fra i suoi poli, indipendentemente dal carico resistivo al quale è connesso.
La differenza di potenziale ai capi di un generatore di corrente può, in linea di principio, essere grande a piacere e variare in modo impulsivo.
Un generatore di corrente può essere indicato con tale simbolo, dove la direzione della freccia indica il verso della corrente (opposto rispetto al verso in cui si spostano gli elettroni).

## Generatori di corrente reali

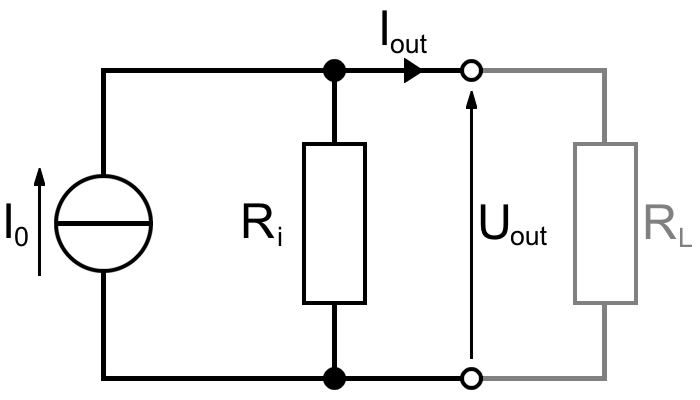
Simbolo di un generatore di corrente reale

A differenza dei generatori di tensione, i generatori di corrente sono per lo più dispositivi ideali, utilizzati per schematizzare il comportamento di componenti elettronici (i transistor, ad esempio). La maggior parte dei generatori di energia elettrica sono meglio schematizzati da generatori di tensione, a meno che non abbiano una elevatissima resistenza interna.
Nei circuiti elettrici, comunque, si introducono generatori reali come un generatore ideale in parallelo con una resistenza (resistenza interna). Grazie al teorema di Norton si può sostituire un generatore reale di tensione con un generatore reale di corrente (e viceversa, per il teorema di Thévenin).